# 国道103号
国道103号（こくどう103ごう）は、青森県青森市から十和田湖を経由して、秋田県大館市に至る一般国道である。

## 概要

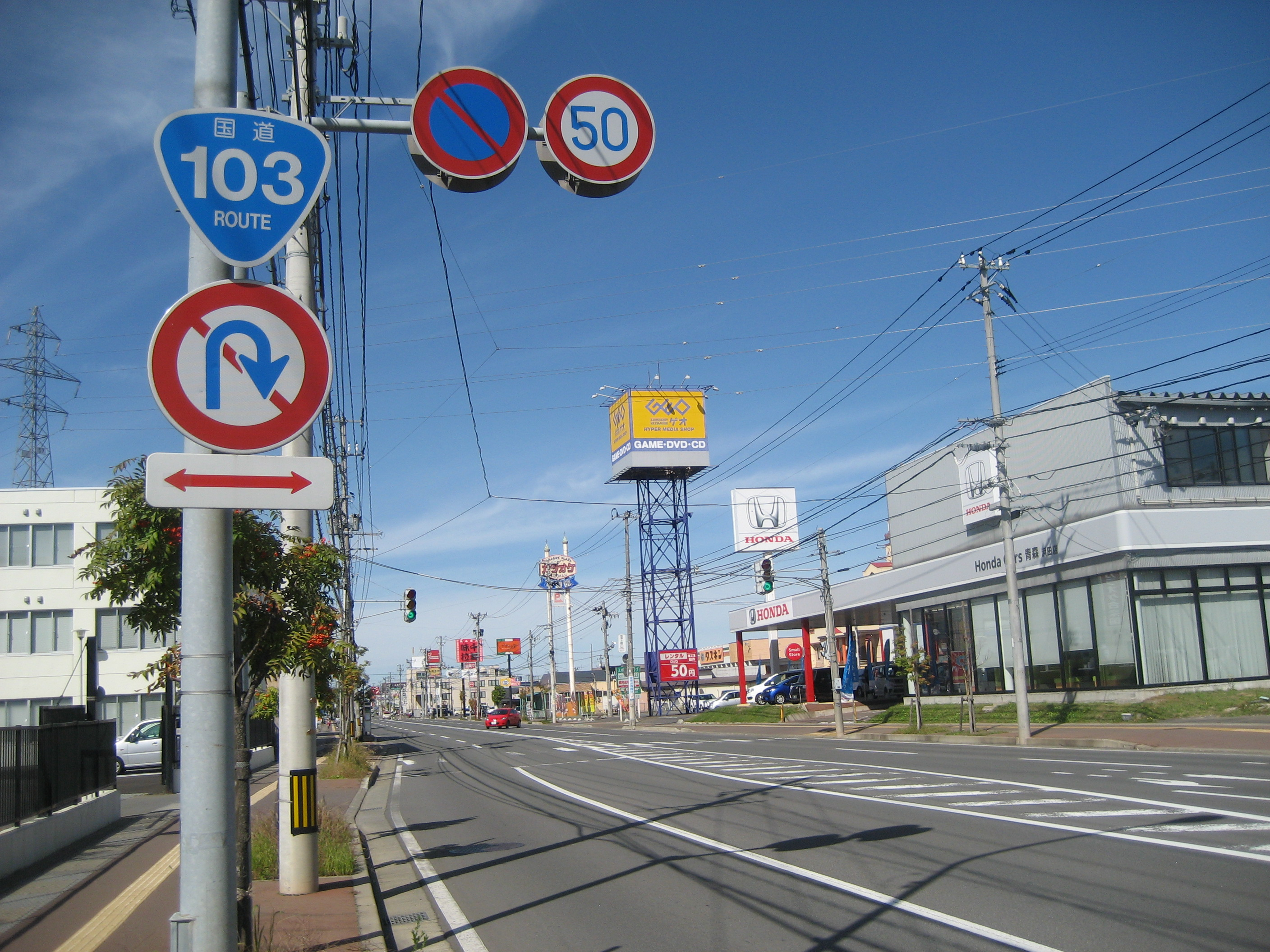
青森県青森市浜田付近

青森県青森市中心部から南下し、八甲田山系、十和田八幡平国立公園内の十和田湖東側から、南側の湖畔を通り秋田県に入る。発荷峠を越えて鹿角市十和田大湯中滝で国道104号と合流し、終点まで国道104号重複区間となる。東北自動車道 十和田ICに接続し、米代川の北側を西へ進み、大館市十二所から大館バイパス・大館南バイパスが続き、大館南IC（秋田自動車道、国道7号大館西道路）に接続したあと、終点・大館市立花交差点（国道7号交点）に至る。
十和田湖の発荷峠から鹿角市十和田大湯中滝までは、ワインディングロードになっており、改良工事が進んでいる。
当道路は、秋田県北部地域で東北自動車道へのアクセス道として利用され、鹿角方から秋田自動車道・大館能代空港へのアクセス道として利用される。

### 路線データ
一般国道の路線を指定する政令に基づく起終点および重要な経過地は次のとおり。
- 起点：青森市（橋本二丁目交差点 = 国道4号交点）
- 終点：大館市（立花交差点 = 国道7号交点、国道104号終点）
- 重要な経過地：青森県上北郡十和田湖町[注釈 2]、秋田県鹿角郡小坂町、鹿角市
- 総延長 : 141.6 km（青森県 80.2 km、秋田県 61.4 km）重用延長を含む。[2][注釈 3]
- 重用延長 : 14.8 km（青森県 14.8 km、秋田県 - km）[2][注釈 3]
- 未供用延長 : なし[2][注釈 3]
- 実延長 : 126.9 km（青森県 65.5 km、秋田県 61.4 km）[2][注釈 3]
  - 現道 : 116.8 km（青森県 55.4 km、秋田県 61.4 km）[2][注釈 3]
  - 旧道 : 10.1 km（青森県 10.1 km、秋田県 - km）[2][注釈 3]
  - 新道 : なし[2][注釈 3]
- 指定区間：なし[3]

## 歴史
- 1953年（昭和28年）5月18日 - 二級国道103号十和田大館線（青森県上北郡十和田村[注釈 4] - 大館市）として指定施行[4]。
- 1965年（昭和40年）4月1日 - 道路法改正により一級・二級区分が廃止されて一般国道103号（青森県上北郡十和田町[注釈 4] - 大館市）として指定施行[1]。
- 1993年（平成5年）4月1日 - 起点側を延伸して一般国道103号（青森市 - 大館市）として指定施行[5]。

## 路線状況
青森市の八甲田山の北側、萱野高原周辺の道路はやや狭くて曲がりくねっているが、整備状態は良好である。八甲田山の南側では、片側1車線のワインディングロードが続くが、交通量が多めの時もある。また、5月でも道路脇に雪が残ることもある。十和田エリアで国道102号と重複するところでは、奥入瀬渓流沿いにガードレールの設置がない。
豪雪地帯にあり、酸ヶ湯温泉 - 谷地温泉の延長約8 km区間は、11月下旬から翌年3月31日まで冬季閉鎖され、4月の開通直後は「雪の回廊」になるルートで知られている。

### 通称
- 観光通り（青森市内）
- 八甲田・十和田ゴールドライン

青森から八甲田を越えて十和田湖温泉郷より十和田湖までの62.6 km区間の道路の通称。冬季は深い積雪のため11月下旬から翌年3月31日までのあいだ閉鎖される区間がある。4月初旬の開通直後には、酸ヶ湯温泉から谷地温泉までの約8 km区間の「雪の回廊」が有名で、観光ウォーキングイベントも毎年行われている。

### バイパス
横内バイパス
横内バイパス（よこうちバイパス）は、青森市大字横内に建設されたバイパス道路である。1997年（平成9年）11月に全線で供用を開始した。2012年現在も新旧いずれも国道103号として指定されており、路線バスは旧道を通過している。
当該区間を含む青森市から十和田湖町（現在の十和田市）までは、1993年（平成5年）に国道103号の一部として編入されるまで県道青森十和田湖線であった。青森市と八甲田山や十和田湖といった観光地を結ぶ道路として、また地域の幹線道路として利用されており、青森県道44号青森環状野内線との交点である通称横内十文字は、朝夕を中心に渋滞が発生していた。
そこで、青森県は渋滞解消と1993年（平成5年）に開校した青森公立大学へのアクセス向上を目的としたバイパス道路の建設に乗り出し、1994年（平成6年）9月の部分開通記念として「新緑と紅葉と樹氷への道」碑を建立している。残区間についても事業着手し、遺跡調査時に通過地には桜峯遺跡が存在することが判明したことから計画の変更と遺跡の保存を青森県文化課が要望したが、最終的には計画変更がなされることなく建設されることとなった。なお、桜峯遺跡の出土品から北陸地方の朝日下層式土器との関連性が指摘されている。
惣辺バイパス
惣辺バイパス（そうべバイパス）は、十和田市の焼山（やけやま）から惣辺および青橅山（あおぶなやま）を経由して子ノ口（ねのくち）に至るバイパス道路の総称である。国道102号および国道103号に跨がって3区間からなり、2009年現在は第1期の奥入瀬バイパスが供用中、第2期の青橅山バイパスが計画中、第3期の焼山 - 惣辺は名称が決定されていない。本項では青橅山バイパスについて述べる。惣辺バイパスの概要と奥入瀬バイパスは「国道102号#バイパス」を参照のこと。
青橅山バイパス
青橅山（あおぶなやま）バイパスは、十和田市大字奥瀬字青橅山から同市大字奥瀬字子ノ口に至る計画中のバイパス道路である。起点側は青橅山において供用中の奥入瀬バイパスと、終点側は十和田湖の水の出口である奥入瀬川子ノ口附近で現道とそれぞれ接続し、両区間にトンネルを建設する計画である。
宇樽部バイパス
末広バイパス
葛原バイパス
葛原（くずわら）バイパスは、鹿角市十和田末広から大館市軽井沢に至る延長5.5 kmのバイパス道路である。2016年10月27日に全線開通した。
大館バイパス
大館（おおだて）バイパスは、大館市十二所から同市山館に至る延長9.5 kmのバイパス道路である。東北自動車道十和田ICの開設に合わせて1983年（昭和58年）9月に全線で供用を開始した。
十和田ICは秋田県北東の内陸部に位置する鹿角市に開設されることとなり、同ICと秋田県北部の政治、経済、文化の中心都市である大館市との速達連絡を目的として、同ICの開通に合わせて建設された。本来であれば指定区間ではないため、秋田県が整備することとなっていたが、その事業規模から国が権限代行区間として1974年（昭和49年）に事業着手した。
旧道は、バイパスに対して米代川の左岸（南側）をJR花輪線と並行し、旧比内町を経由していた。現在は秋田県道66号十二所花輪大湯線と秋田県道52号比内田代線のそれぞれ一部を構成する。バイパスの終点側は後述の大館南バイパスと接続している。
大館南バイパス
大館南（おおだてみなみ）バイパスは、大館市山館から同市立花に至るバイパス道路である。

### 重複区間
- 国道394号（青森市荒川・城ヶ倉交差点 - 十和田市・谷地交差点）
- 国道102号（十和田市・焼山交差点 - 子ノ口交差点）
- 国道454号（十和田市・宇樽部交差点 - 小坂町・和井内交差点）
- 国道104号（鹿角市十和田大湯中滝 - 終点）
- 国道285号（鹿角市・上陣場交差点 - 大館市・中山交差点）

### 冬期交通規制区間
| 規制内容 | 区間                          | 期間                   | 時間帯                 | 備考     |
| -------- | ----------------------------- | ---------------------- | ---------------------- | -------- |
| 通行止   | 青森市酸ヶ湯 - 十和田市谷地   | 11月下旬 - 翌年4月上旬 |                        |          |
| 通行止   | 十和田市宇樽部 - 十和田市休屋 | 11月下旬 - 翌年4月上旬 |                        | 旧道のみ |
| 時間規制 | 青森市雲谷 - 青森市酸ヶ湯     | 12月中旬 - 翌年3月中旬 | 21時 - 翌7時30分通行止 |          |

## 地理
青森市街から南下したところが標高540 mほどの萱野高原で、草原や低木のなかを道路が通る。この道路が横断する火山群である八甲田山周辺は、牛馬の放牧がおこなわれている茅野高原、田茂萢岳の頂上へ登る八甲田ロープウェーや、酸ヶ湯温泉や谷地温泉などいくつも温泉があり、観光資源に恵まれる。周辺はブナの樹海が広がり、急コーナーが連続する道であるが道幅は広く、春の新緑や秋の紅葉の美しいところで知られる。十和田湖畔では、ブナやダケカンバの樹木に囲まれた湖岸の形状に沿って道路が走る。

### 通過する自治体
- 青森県
  - 青森市 - 十和田市
- 秋田県
  - 鹿角郡小坂町 - 鹿角市 - 大館市

### 交差する道路
- 国道4号（青森市橋本二丁目交差点）
- 国道7号バイパス（青森市・八ツ役交差点）
- 青森県道40号青森田代十和田線枝線（青森市横内）
- 国道394号（青森市・城ヶ倉交差点、十和田市・谷地交差点）
- 国道102号（十和田市・焼山交差点、子ノ口交差点）
- 国道454号（十和田市・宇樽部交差点、小坂町・和井内交差点）
- 秋田県道2号大館十和田湖線（鹿角市十和田大湯・発荷峠交点）
- 国道104号（鹿角市十和田大湯中滝）
- 秋田県道66号十二所花輪大湯線（鹿角市十和田大湯・交点）
- 国道282号、国道285号（鹿角市・上陣場交差点、国道285号終点）
- 東北自動車道 十和田インターチェンジ
- 国道285号（大館市・中山交差点）
- 秋田県道102号大館鷹巣線（根下戸ランプ）
- 秋田自動車道（国道7号大館西道路）大館南IC
- 国道7号（大館市・立花交差点、終点）

### 沿線

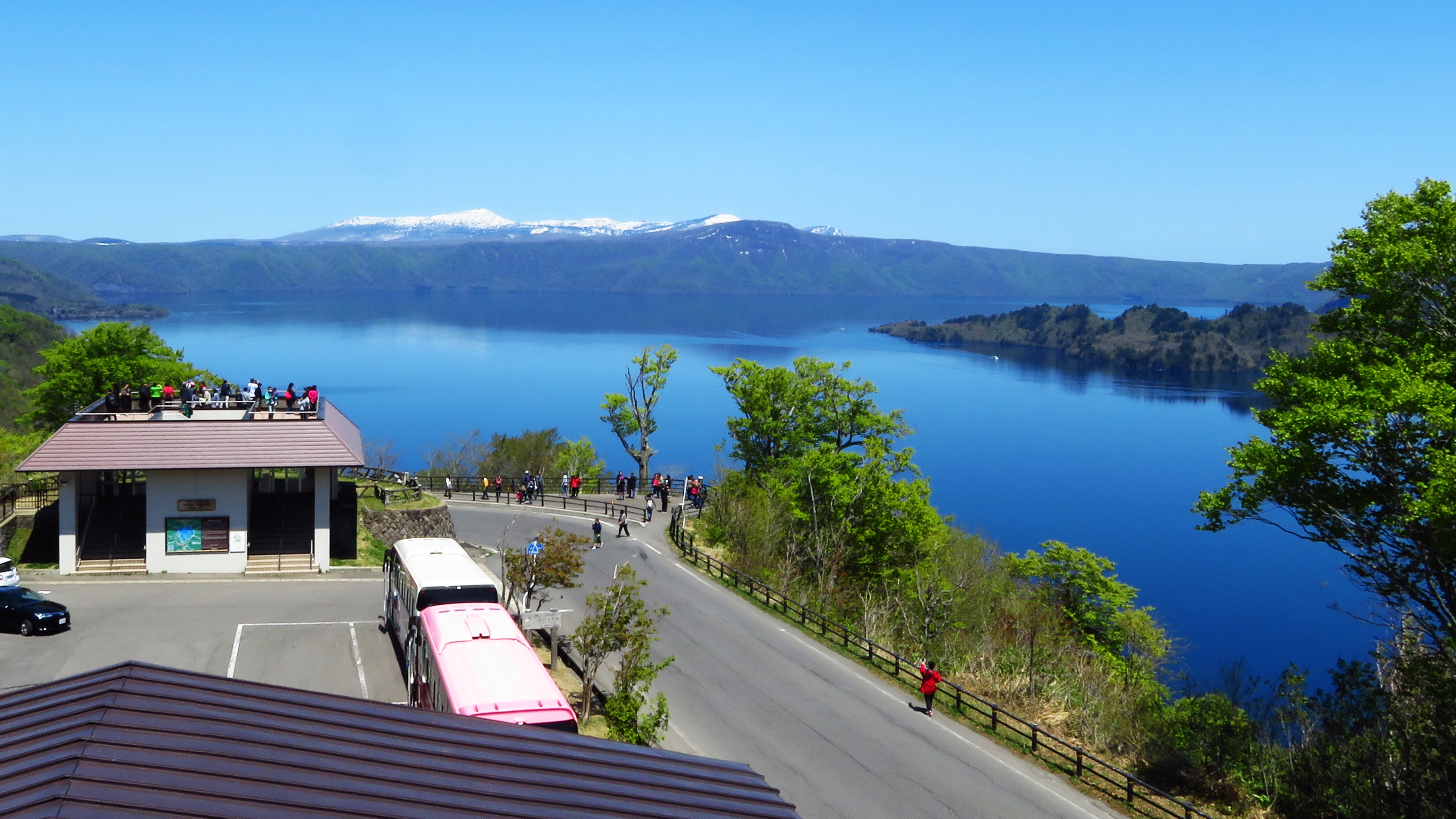
十和田湖 発荷峠展望台付近

- NTT東日本青森支店（青森市：青森側起点付近にある）
- サンロード青森（青森市）
  - イオン青森店（青森市）
- イオンタウン青森浜田（青森市）
- NHK青森放送局妙見ラジオ放送所（青森市）
- 青森中央学院大学（青森市）
- 青森公立大学（青森市）
- 雲谷峠（青森市）
- モヤヒルズ（青森市）
  - 雲谷スキー場
  - ヴィラシティ雲谷
- 岩木山展望所（青森市）
- 八甲田スキー場（青森市荒川）
  - 八甲田ロープウェイ
  - 八甲田リゾートホテル
- 酸ヶ湯温泉（青森市荒川）
- ふかし湯（まんじゅうふかし）
- 傘松峠（青森市 / 十和田市）
- 猿倉温泉（十和田市）
- 谷地温泉（十和田市）
- 蔦温泉（十和田市）
- 奥入瀬渓流温泉スキー場（旧十和田湖温泉スキー場、十和田市）[20]
- 十和田八幡平国立公園・十和田湖（休屋・乙女の像など）
- 道の駅十和田湖（小坂町）[21][22]
- 大湯温泉（鹿角市）
- 東北自動車道十和田IC（鹿角市）
- JR東日本花輪線
- 秋田労災病院（大館市）